# Pera de Lérida
La pera de Lérida, o también pera ilerdense (en catalán y oficialmente: Pera de Lleida), es una Denominación de Origen Protegida (D.O.P.) a la producción de peras de las comarcas de poniente de Cataluña, Las Garrigas, La Noguera, Plana de Urgel, El Segriá y Urgel. Las variedades cultivares de pera (Pyrus communis) predominantes son: Pera Limonera, Conference, y Pera Blanquilla. 

## Historia
La producción de peras en las comarcas de poniente comenzó a finales del siglo XIX en el sur del Segriá, y recibió un impulso definitivo a la década de los 60 del siglo XX con el boom de fruticultura que experimentó el territorio. La entrada en la Comunidad Europea se aprovechó para realizar una profunda tecnificación en la producción y un fuerte desarrollo de la comercialización.

## Zona de cultivo
La zona de producción de las peras de Lleida tiene un microclima característico muy favorable para el cultivo de la pera y comprende toda la comarca de la Plana de Urgel y algunos municipios de las comarcas de Las Garrigas, La Noguera, El Segriá y Urgel.

## Características del cultivo
Bajo esta DOP se cultivan y distribuyen peras pertenecientes a las categorías comerciales Primera y Extra destinadas exclusivamente a su consumo en fresco. Deben presentar unos criterios de calidad mínimos antes de la recolección, especialmente un alto grado de azúcares, un calibre mínimo y un color adecuado en general, y un tipo de "Russeting" (pardeamiento áspero superficial que presentan algunas variedades) menos uniforme, más rústico y de forma más redondeada en el caso de la variedad Conference.
Se trabaja con unas rigurosas condiciones de cultivo y selección que hacen que gran parte de la producción corresponda a calibres grandes, elevado nivel de azúcar, y técnicas de producción y conservación no agresivas y adaptadas las técnicas de Producción integrada, certificadas por el "Consejo Catalán de la Producción integrada". Deben llevar una etiqueta que garantice el origen geográfico.
Las peras protegidas por la "DOP Pera de Lleida" destacan nutricionalmente por su elevado aporte de agua, fibra y potasio, así como por la presencia de vitaminas del Grupo B en pequeñas cantidades. Son suavemente astringentes por su composición de taninos con efectos antiinflamatorios; y esto las hace beneficiosas una vez cocida como remedio de la diarrea, la gastritis y las úlceras. La Pera es diurética ayudando en caso de retención de líquidos y recomendable para los diabéticos gracias a su bajo contenido en hidratos de carbono.

Pera de Lérida
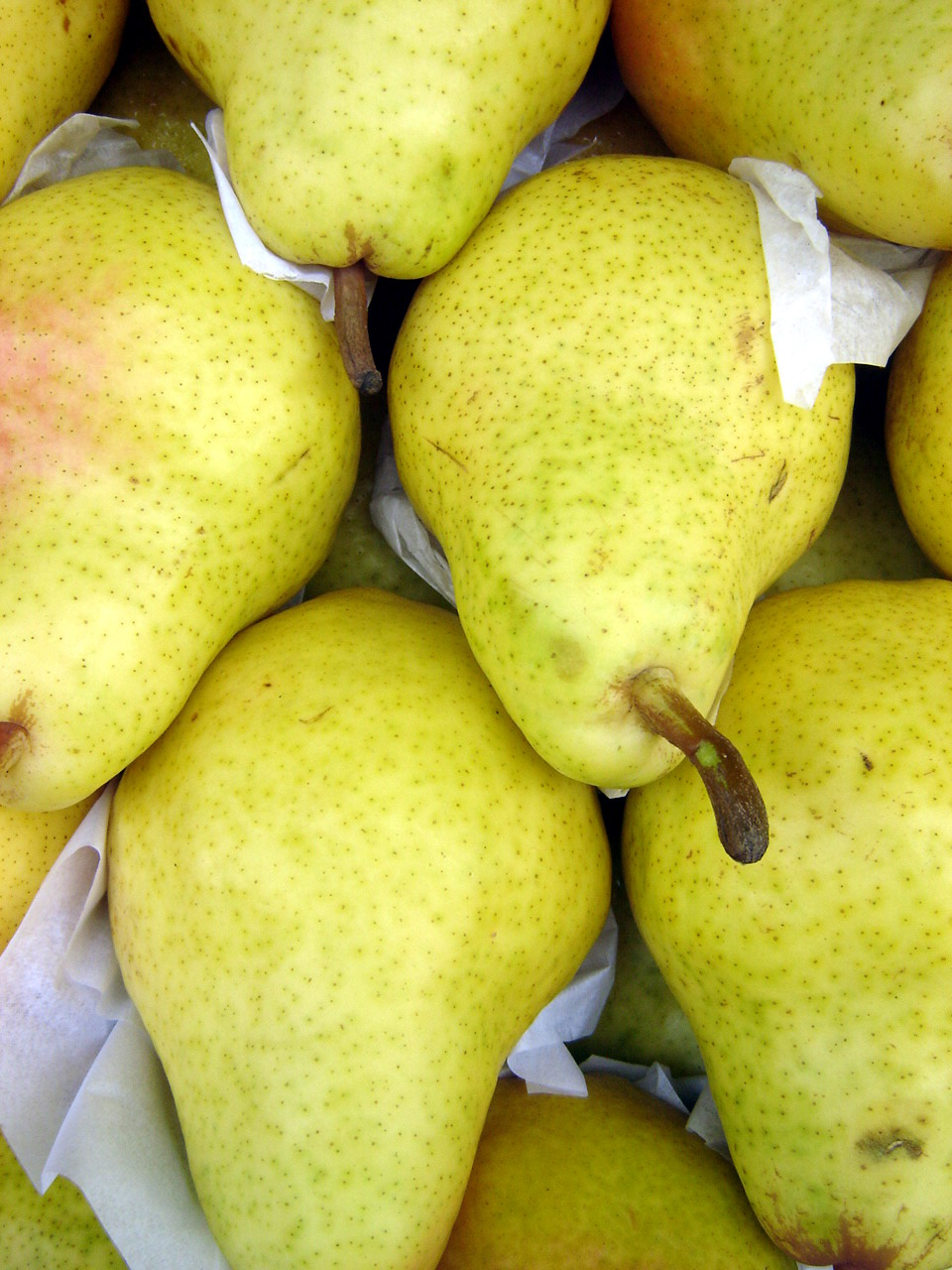
Pera Limonera.
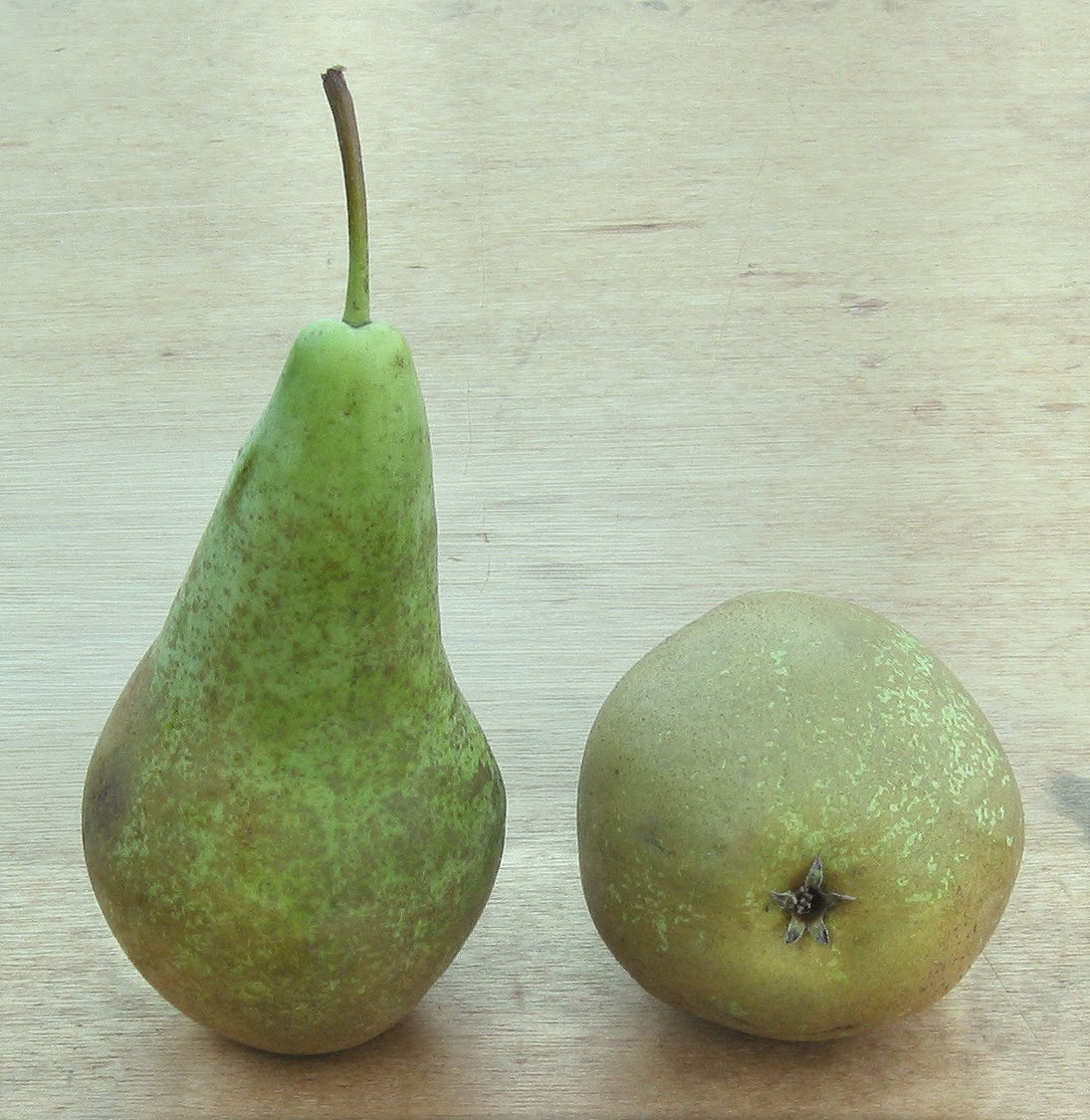
Conference.
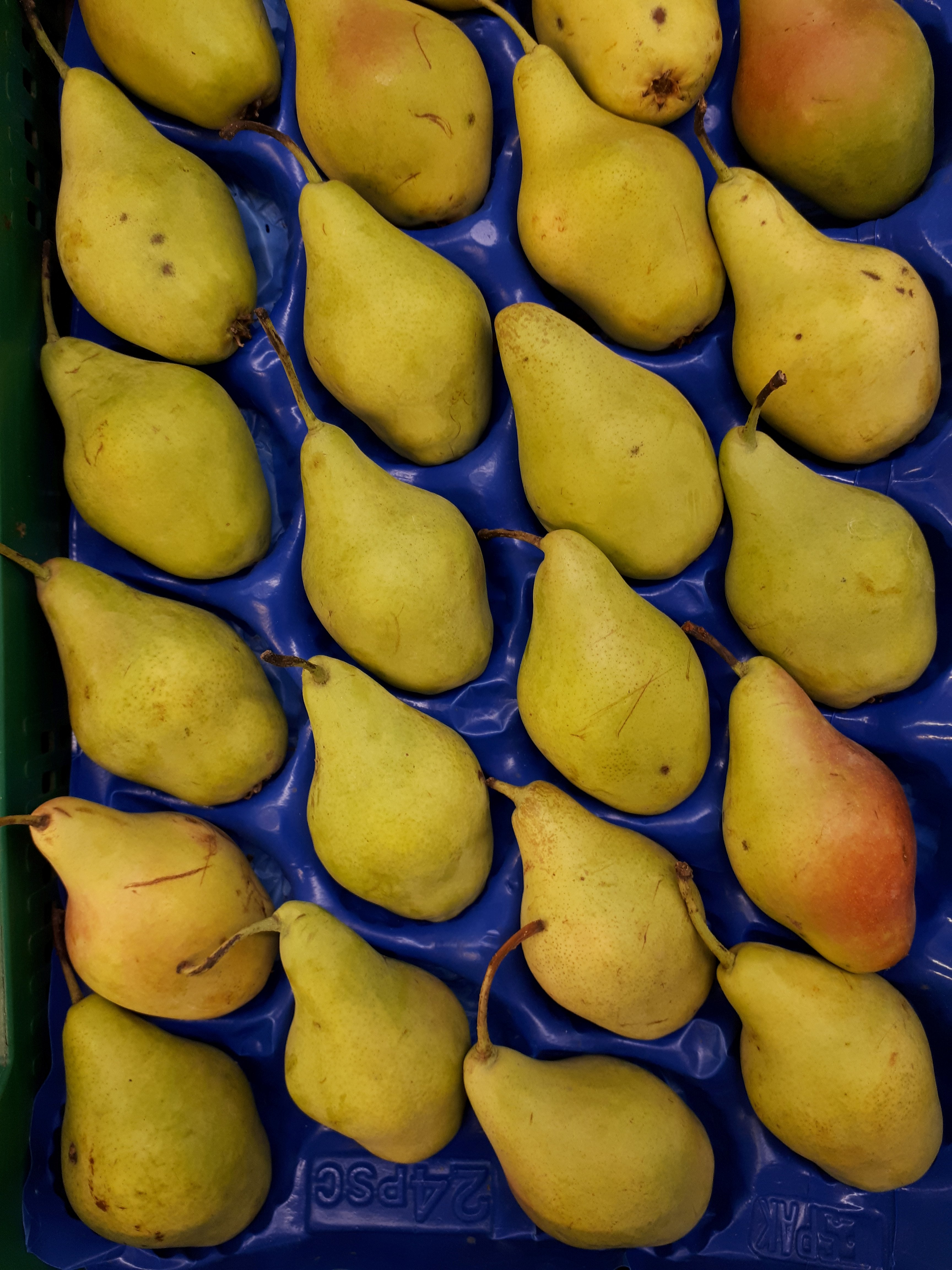
Pera Blanquilla.